# ANT-9 (航空機)

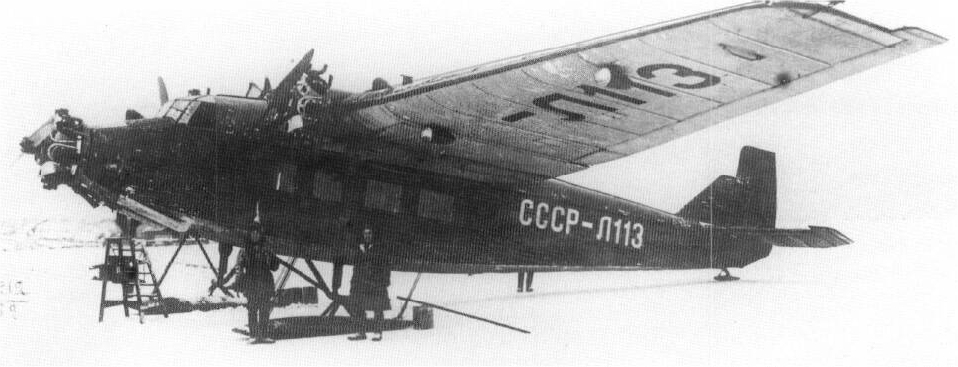
ANT-9

ANT-9(ロシア語:АНТ-9)は、1920年代後半に開発されたソ連のツポレフ設計局で開発された旅客機である。「ソビエトの翼」と名付けられた機体は1929年にモスクワからベルリン・パリ・ロンドンなどの訪問飛行を行った。1929年5月1日(メーデー)に赤の広場で公開された。金属製の高翼3発機である。
1929年の7月10日から8月8日の間にモスクワからベルリン・パリ・ロンドンを訪問飛行した。飛行距離は9037km、飛行時間は53時間であった。初期の機体はノームのタイタンエンジンの3発機であったが、ライト・ホワールウィンドエンジンに変更された。

## 要目
ライト社のホワールウィンド仕様
- 全巾: 23.80 m
- 全長: 16.65 m
- 翼面積: 84.0 m2
- 自重: 3,680 kg
- 離陸重量: 5.690 kg
- エンジン:Wright Whirlwind (224 kW/300 PS)×3
- 最大速度: 205 km/h
- 到達高度: 4.500 m
- 航続距離: 700 km
- 乗員/乗客: 2/9